# Вантруба, Мартин
Мартин Вантруба (словац. Martin Vantruba; 7 февраля 1998, Трнава, Словакия) — словацкий футболист, вратарь клуба «Норшелланн».

## Клубная карьера
Вантруба — воспитанник трнавских клубов «Локомотива» и «Спартака». 28 июля 2017 года в матче против «Шпорта» он дебютировал в чемпионате Словении в составе последнего. В своём дебютном сезоне Мартин помог команде выиграть чемпионат. Летом 2018 года Вантруба перешёл в пражскую «Славию», но для получения игровой практики на полгода остался в «Спартаке» на правах аренды. В начале 2019 года Мартин был арендован клубом «Шпорт». 23 февраля в матче против «Ружомберока» он дебютировал за новую команду. 
Летом 2019 года Мартин был арендован «Погроньем». 28 июля в матче против ДАКа он дебютировал за новый клуб.
В начале 2020 года Вантруба перешёл на правах аренды в чешский «Пршибрам». В клубе он был вторым вратарём и не дебютировал за основной состав. Летом того же года Мартин был арендован датским «Норшелланном». 

## Достижения
Клубные
 «Спартак» (Трнава)
- Победитель чемпионата Словакии — 2017/2018